# AKA (pel·lícula)
AKA és una pel·lícula de ficció criminal francesa del 2023 dirigida per Morgan S. Dalibert, escrita pel mateix Dalibert i Alban Lenoir i protagonitzada per Lenoir, Eric Cantona i Thibault de Montalembert. Tracta sobre un agent encobert (interpretat per Lenoir) encarregat d'infiltrar-se en una banda criminal connectada amb un sospitós d'un atemptat terrorista sudanès. S'ha subtitulat al català.